# Kiriłł Aleksiejenko
Kiriłł Aleksiejewicz Aleksiejenko (ros. Кирилл Алексеевич Алексеенко, ur. 22 czerwca 1997 w Wyborgu) – rosyjski szachista, arcymistrz od roku 2015.

## Życiorys
Urodził się 22 czerwca 1997 roku w Wyborgu. Gry w szachy nauczył go dziadek, gdy Kiriłł miał 4 lata. W 2006 roku jego rodzina przeniosła się do Petersburga. W 2007 roku wygrał w mistrzostwach Europy juniorów do lat 10, a sześć lat później powtórzył ten wynik w mistrzostwach Europy juniorów do lat 16. W mistrzostwach świata juniorów do lat 14 w 2010 roku zdobył brązowy medal, a rok później złoty. W 2013 roku zajął trzecie miejsce na mistrzostwach świata juniorów do lat 16, a dwa lata później wygrał w mistrzostwach świata juniorów do lat 18. W tym samym uzyskał tytuł arcymistrza i wygrał w Memoriale Czigorina. W 2019 roku, wraz z reprezentacją Rosji (w składzie: Aleksandr Riazancew, Dmitrij Andriejkin, Nikita Witiugow, Maksim Matłakow i Daniił Dubow), wygrał drużynowe mistrzostwo Europy. Dzięki zajęciu trzeciego miejsca w FIDE Grand Swiss Tournament 2019, mógł otrzymać dziką kartę by wziąć udział w turnieju pretendentów w 2020. Ostatecznie zajął w nim przedostatnie, siódme miejsce. W listopadzie 2019 roku osiągnął najwyższy ranking szachowy, który wyniósł 2715 punkty.
W marcu 2022 roku, wraz z 43 innymi rosyjskimi szachistami, wystosował list otwarty do Władimira Putina protestując przeciwko inwazji na Ukrainę i wyrażając solidarność z narodem ukraińskim.